# Fundación Eva Perón
La Fundación Eva Perón fue una institución creada en Argentina por Eva Perón con el objetivo de proporcionar ayuda social y realizar obras en beneficio de los sectores más postergados, que funcionó desde 1948 hasta 1955. Aunque inició informalmente sus tareas a comienzos de 1948, fue legalmente creada por el decreto n.º 20 564 del 19 de junio de 1948. Inicialmente se llamó Fundación de Ayuda Social María Eva Duarte de Perón y el 25 de septiembre de 1950, por decreto n.º 20 268, pasó a denominarse Fundación Eva Perón.
Mientras vivió, su fundadora se ocupó personalmente de muchos de sus aspectos e incluso atendía durante horas a gente que llegaba de todo el país con pedidos de ayuda. Luego de su fallecimiento en 1952, la actividad de la entidad decreció y después del derrocamiento de Perón la dictadura dispuso su liquidación.

## Historia
Era costumbre que la Sociedad de Beneficencia de Buenos Aires (que había sido fundada por Bernardino Rivadavia) designara presidenta honoraria a la primera dama. Cuando Eva Perón se entrevistó con sus directivos adujeron como excusa para no darle el cargo que por su edad carecía de la experiencia necesaria y también rehusaron la propuesta de Eva Perón que en tal caso se designara a su madre.
En tanto las sociedades de beneficencia tradicionales se limitaban en general a subvencionar instituciones de ayuda, la Fundación construyó establecimientos de diversa índole, incluyendo policlínicos en el Gran Buenos Aires y los edificios para unas mil escuelas en la Provincia de Buenos Aires.
Tras la muerte de Eva Duarte la conducción pasó a estar a cargo de un consejo de nueve miembros (eran cinco obreros y cuatro delegados del Estado) Perón nombró al coronel Alberto Bolaños como Gerente General de la Fundación, quien la reorganizó abriendo tres ramos de trabajo: el ejecutivo, el administrativo y el financiero. La descentralización era la clave de los pasos que se fueron tomando. Cuando el 16 de septiembre de 1955 un golpe de Estado derrocó a Perón,  la Fundación Eva Perón fue una de las primeras víctimas de ese régimen dictatorial. Llegaron a romperse frascos de bancos de sangre en los hospitales por tener el sello de la entidad, y a secuestrarse pulmotores por tener esa misma marca. Se confiscaron muebles de hogares, hospitales y escuelas, se quemaron ropa, medicamentos, sábanas y frazadas que suministraba la Fundación.

## Actividad de la Fundación

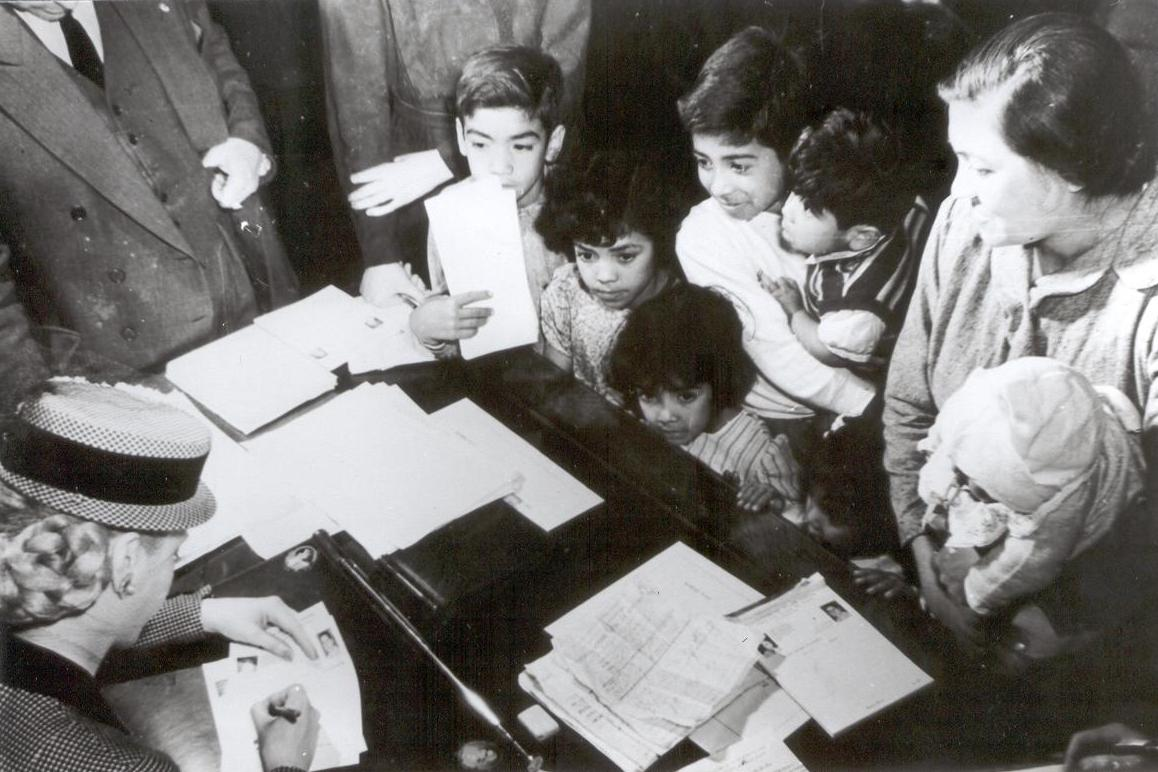
Eva Perón trabajando en la Fundación Eva Perón.

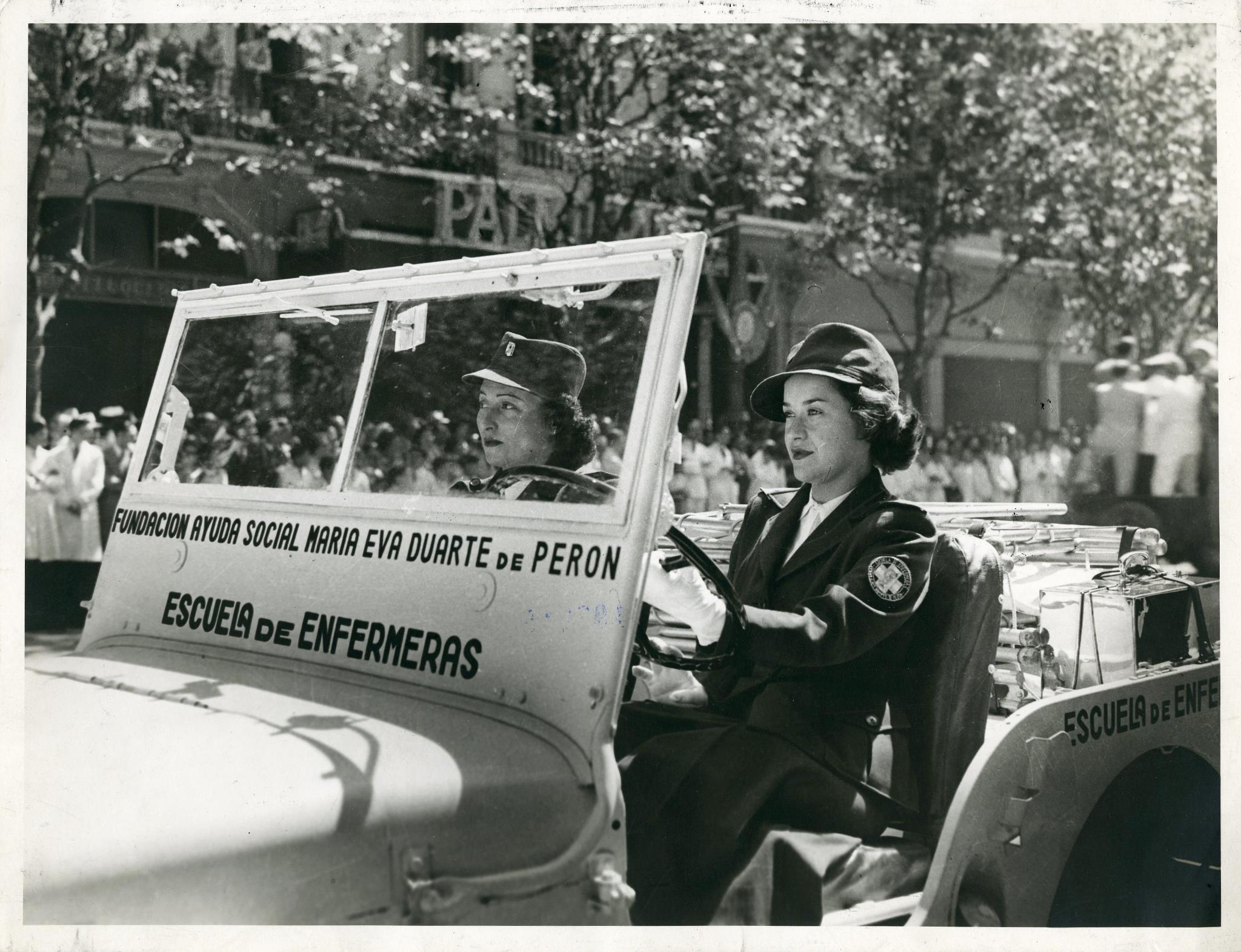
Integrantes de la Escuela de Enfermeras de la Fundación Eva Perón, 1948.

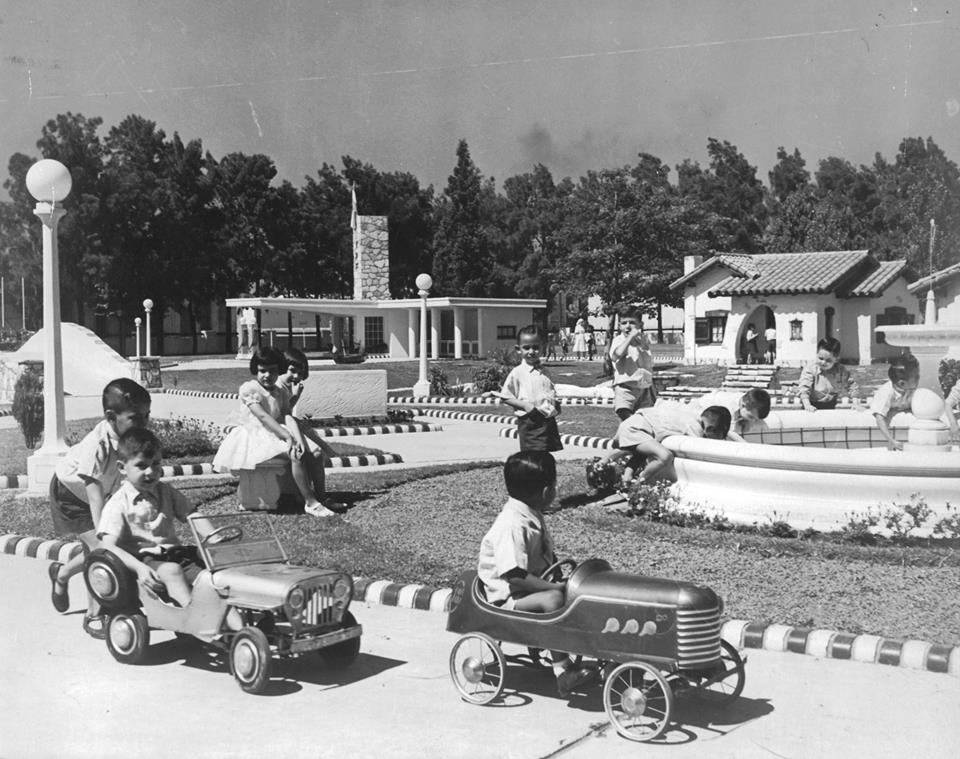
El hogar de los niños "Ciudad Infantil" en La Plata.

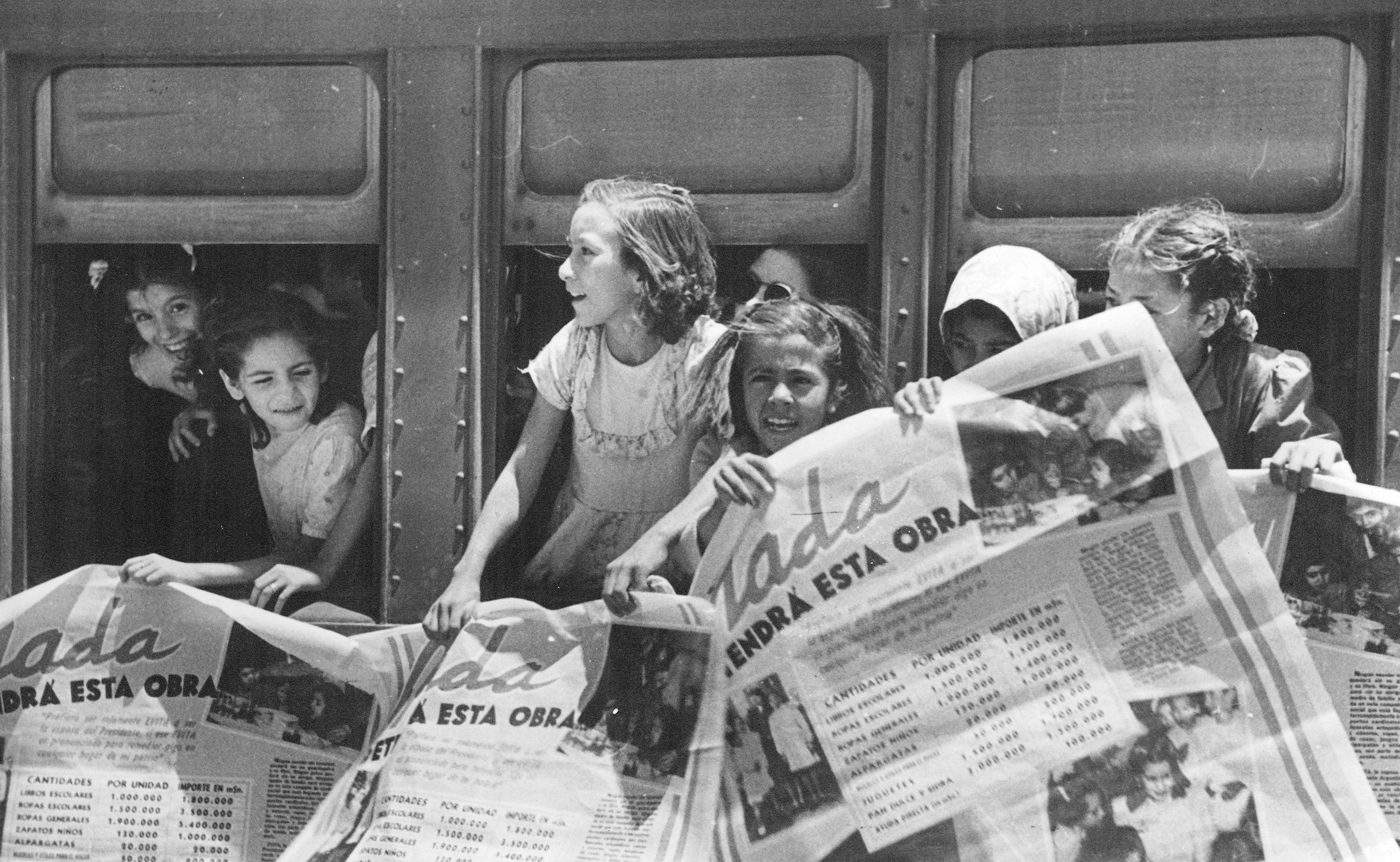
Niñas partiendo en tren hacia una colonia de vacaciones de la Fundación Eva Perón, 1948.

La primera actividad pública de la Fundación se realizó el 3 de abril, al inaugurar el Hogar de Tránsito N.º 1 en la calle Carlos Calvo 102 de la ciudad de Buenos Aires. El 19 de junio de ese mismo año fue legalmente creada por Decreto N.º 20.564/48 y el 8 de julio se le otorga la personería jurídica con sede en la Avenida Paseo Colón 850.
El 14 de julio de 1949 inauguró el Hogar y Ciudad Infantil, situado en el barrio de Belgrano de la ciudad de Buenos Aires, que luego llevaría el nombre de Amanda Allen, en homenaje a la enfermera de la Fundación que falleció junto a su compañera Luisa Komel, al regresar de un viaje de ayuda humanitaria en Ecuador debido al Terremoto de Ambato.
El 30 de diciembre de 1949 la Fundación inauguró el Hogar de la Empleada General San Martín, en la Avenida de Mayo 869 de la ciudad de Buenos Aires. El 18 de octubre de 1950 se inauguró el edificio de la sede la Confederación General del Trabajo, donado por la Fundación, en la calle Azopardo 820 de la ciudad de Buenos Aires.
La Fundación distribuía libros, alimentos, ropa, máquinas de coser, y juguetes para familias carenciadas del país. Se encargó de construir hospitales, escuelas, campos deportivos, hogares de ancianos, hogares para madres solteras, para jóvenes que llegaban desde el interior del país a Buenos Aires para continuar sus estudios. La Fundación brindó asistencia también a otros países, entre otros, a Croacia, Egipto, España, Francia, Israel, Uruguay, Paraguay, Bolivia, Honduras, Japón y Chile.
Sus logros fundamentales fueron:
- 13.402 mujeres consiguieron empleo gracias a la Fundación, entre 1948 y 1950.
- 8.726 chicos fueron internados para su cuidado en colegios o instituciones de la Fundación entre 1948 y 1950.
- 25.320 vacantes tenían los 19 Hogares Escuela, entre los ya construidos y en construcción por la Fundación, en julio de 1952; distribuidos en 16 provincias. Los niños ingresaban como internos —por razones de extrema pobreza o distancia— o externos. En los dos casos concurrían a la escuela estatal en un turno y en el otro recibían apoyo escolar en el Hogar.
- 22.650 camas tenían los 21 hospitales y policlínicos construidos por la Fundación en 11 provincias.
- 17.150 camas del total estaban distribuidas en los hospitales y policlínicos construidos en el Gran Buenos Aires.
- 2350 ancianos fueron internados en los hogares para ancianos que construyó la Fundación. El 17 de octubre de 1949 se inauguró el primero de ellos en Burzaco y, hasta 1950, se abrieron otros cuatro. Allí eran alimentados y atendidos por enfermeras y monjas.
- 1.500 cubiertos era la capacidad del comedor del Hogar de la Empleada. Tenía precios bajos y estaba abierto al público. Evita solía cenar allí y hacía pagar a uno de sus empleados por vez. Además, lo elegía para ir con visitantes extranjeros. Se realizaban veladas literarias, bautizadas Peña Eva Perón.
- 500 mujeres podían encontrar alojamiento en el Hogar de la Empleada, en un edificio que construyó la Fundación en Avenida de Mayo 869. De los once pisos, nueve eran dormitorios. El Hogar estaba dirigido a todas aquellas mujeres que recibían un sueldo menor a $ 500, que no poseían vivienda ni familiares directos en la ciudad de Buenos Aires.
- 60.180 personas fueron atendidas al año de haberse habilitado el primer Hogar de Tránsito. Se construyeron tres, con un total de 1.150 camas. El objetivo era remediar la escasez de vivienda, dando un amparo momentáneo.
- 20 países recibieron ayuda de la Fundación en 1950. Se les enviaban víveres, medicina y ropa.
- 20.148 familias sin trabajo en la ciudad, fueron reinsertadas en sus provincias de origen con trabajo y vivienda entre 1948 y 1950.
- 11.000 empleados tuvo la Fundación Eva Perón hasta 1955 entre todas las instituciones que abarcaba.
- 7.000 autos constituían la flota de todas las instituciones que conformaban la Fundación.
- $ 70.000.000: presupuesto otorgado por la Fundación a la Ciudad Universitaria de Córdoba, en construcción en el momento de la muerte de Evita. Estaba dispuesto que alojara a 400 alumnos argentinos y 150 extranjeros, distribuidos en 15 pabellones.
- 45.324 personas recibieron trabajo o vivienda al año de haberse inaugurado el primer Hogar de Tránsito, donde habían sido alojadas gratuitamente hasta cuando se resolvió su problema.
- 1 500 000 sidras y unidades de pan dulce repartía todos los años la Fundación para las Fiestas.
- 181 proveedurías fueron abiertas por la Fundación con el propósito de abastecer los artículos de primera necesidad para las familias en forma regular y a bajos precios.
- 120 000 niños participaron del tercer certamen de los Campeonatos Infantiles "Evita" y los juveniles "Juan D. Perón", organizados desde 1949 en forma anual. Entonces se realizaba un amplio control sanitario a nivel nacional, realizado por el Departamento médico de la Fundación Eva Perón a cada uno de los participantes.
- 3.000.000 de libros, juguetes, máquinas de coser, bicicletas, y prendas de ropa distribuía anualmente la Fundación.

## Sede de la Fundación

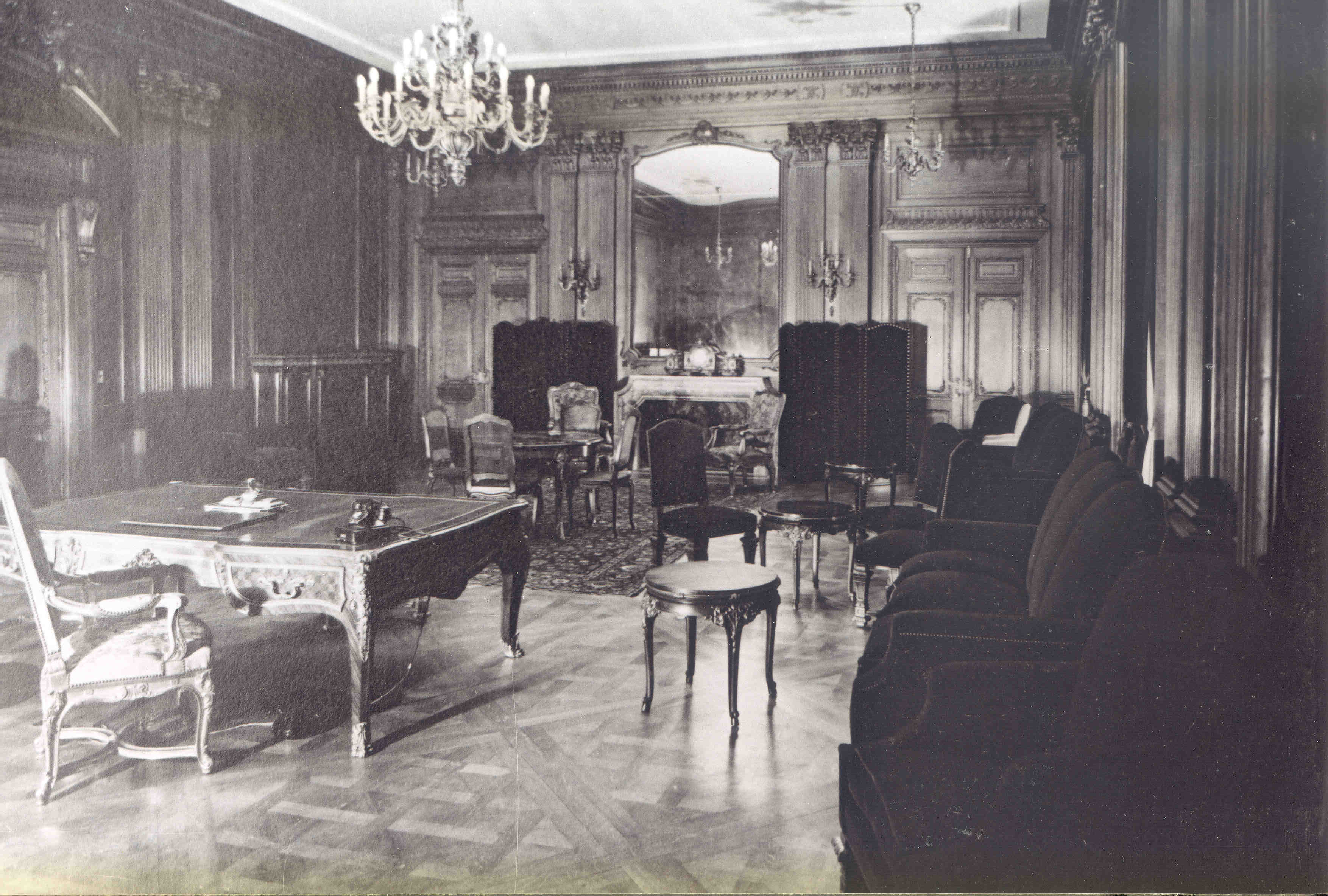
La oficina de Eva Perón en la Legislatura de la Ciudad de Buenos Aires.

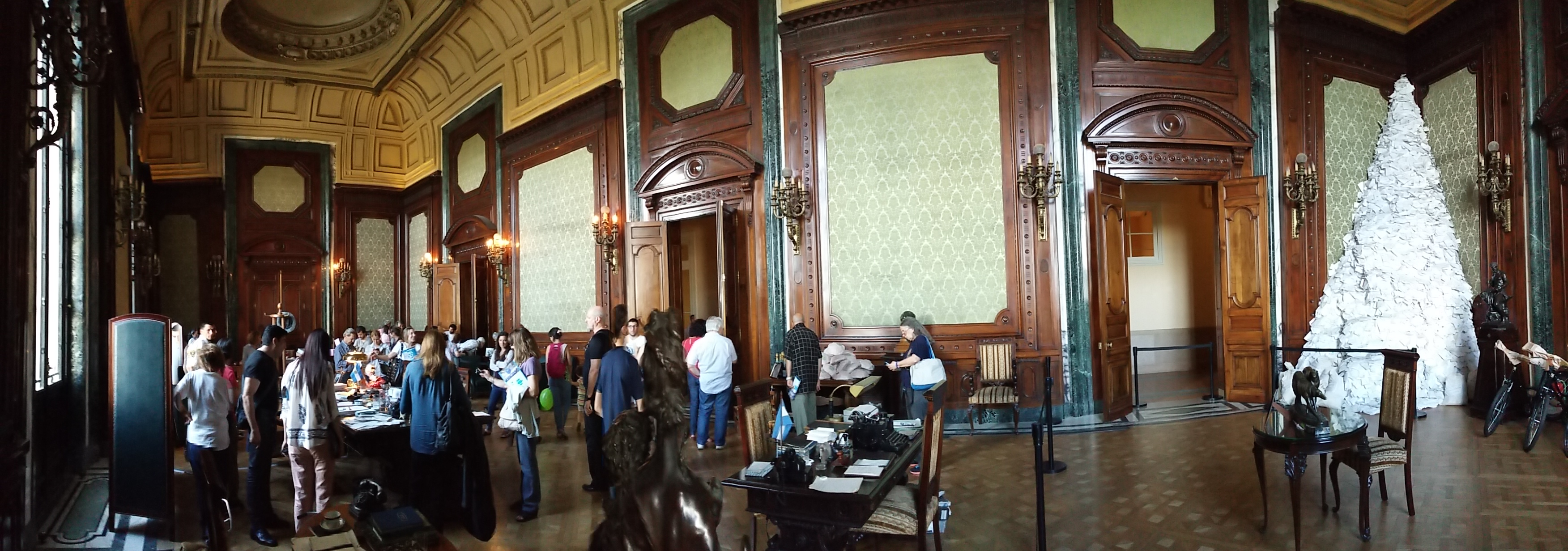
Oficina de la Fundación Eva Perón en el Correo (actualmente preservada como museo en el Centro Cultural Domingo Faustino Sarmiento).

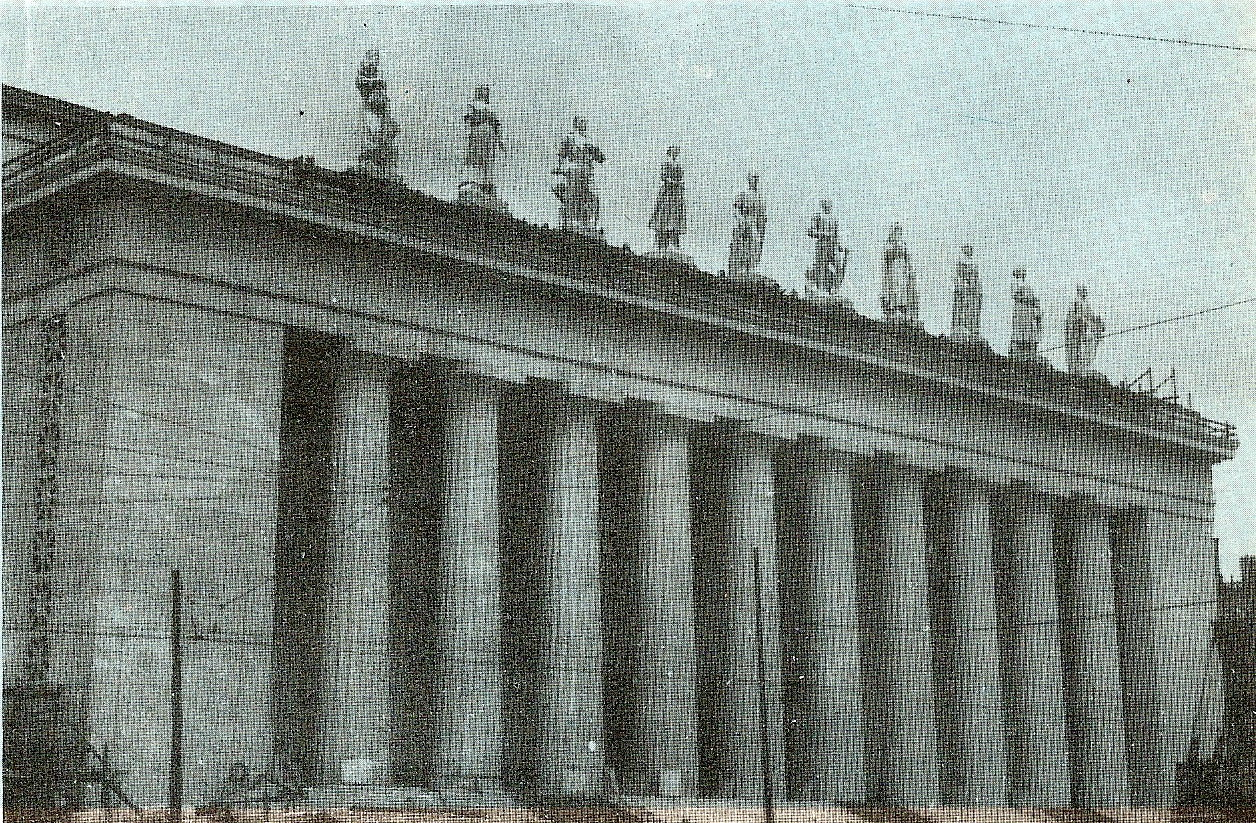
Antigua sede de la fundación Eva Perón en la Avenida Paseo Colón 850 en 1950, hoy Facultad de Ingeniería de la Universidad de Buenos Aires.

Antes de la creación formal de la fundación en 1948 y desde la misma asunción del cargo de Presidente por parte de Juan Domingo Perón en junio de 1946, Eva Perón atendió personalmente los pedidos sociales que llegaban a la presidencia de la Nación, desde la residencia presidencial Palacio Unzué (demolido por la Revolución Libertadora, situado donde actualmente se alza la Biblioteca Nacional), trasladándose primero al Palacio de Correos (hoy Centro Cultural Kirchner), entre junio y septiembre de 1946 y luego a una oficina del Concejo Deliberante, donde había funcionado la Secretaría de Trabajo y Previsión. En la sede del Concejo, Eva Perón instaló su oficina privada en el antiguo despacho de Juan Domingo Perón (actual oficina del vicepresidente primero) y, en la antesala de Presidencia atendía a las personas que se acercaban a solicitarle su ayuda, al menos dos veces por semana a las personas comunes y un día a los dirigentes gremiales. Esa sala, que hoy se denomina Salón Eva Perón, sirvió como sede temporal de la Fundación, desde su creación formal en junio de 1948 hasta julio de 1952.
Eva Perón pensó en una sede permanente para la Fundación. Para ello, se encargó la construcción de un edificio en la Avenida Paseo Colón 850 de la Ciudad de Buenos Aires, que Eva Perón no llegó a inaugurar por su fallecimiento. En 1956 el edificio fue destinado por la dictadura militar que tomó el poder en 1955 a la Facultad de Ingeniería de la Universidad de Buenos Aires al disponerse la disolución de la Fundación. Las diez estatuas de seis metros de Mármol de Carrara en el techo de la sede, que representan a los "descamisados", fueron diseñadas por el escultor italiano Leone Tommasi e instaladas en 1950. En 1955, luego del golpe militar, las estatuas fueron removidas y arrojadas al río Matanza-Riachuelo, de donde, en 1996, por orden del presidente Carlos Menem, fueron retiradas. Solo se encontraron tres que en la actualidad se pueden ver en la quinta de San Vicente donde está enterrado Juan Domingo Perón.

## Disolución y saqueo
Después del golpe militar, la Fundación fue saqueada en septiembre de 1955,  la Dirección de Asistencia Integral sostuvo como  objetivo intervenir, desmantelar y disolver toda la obra de la Fundación Eva Perón. Marta Ezcurra, fundadora de la juventud de la Acción Católica en 1931, ordenó el 23 de ese mes de ese mismo año la ocupación militar de cada una de las Escuelas Hogar. Se retiraron o se destruyeron todos los símbolos peronistas. Los niños alojados en ellos fueron testigos, en cada uno de los patios, de la quema de frazadas, sábanas, colchones, pelotas y juguetes con el logo de la FEP. Cada Hogar fue intervenido por Comandos Civiles que, en el caso de la Clínica de Recuperación Infantil Termas de Reyes, de Jujuy, llegaron al extremo de expulsar a los niños internados para dejar inaugurado allí, muy poco después, un casino de lujo. En Mendoza los golpistas tiraron al río toda la vajilla y cristalería, que había sido importada de Finlandia y Checoslovaquia, con la que habían comido los niños internados. En todo el país, además de la destrucción de los pulmotores en cuyas placas estaban grabadas las iniciales de la FEP.
Marta Ezcurra dispone la intervención inmediata de cada uno de los institutos el día 24 de septiembre. Convoca para ello, a los miembros de los “comandos civiles” de la Acción Católica Argentina, ordena el desalojo inmediato de todos los niños y niñas, manda destruir todos los frascos de los Bancos de Sangre de los Hospitales de la Fundación porque contenían sangre “peronista”. Ordena el asalto militar contra la Escuela de Enfermeras, y dispone su cierre definitivo. Determina la confiscación de todos los muebles de los hospitales, hogares para niños, hogares escuelas y hogares de tránsito por ser demasiado lujosos y los lleva a las casas de los miembro de los comandos civiles, entre ellos el mobiliario que terminaría en las casas de los miembros de los comandos civiles.